# Prosopocera cornifrons
Prosopocera cornifrons är en skalbaggsart som beskrevs av Charles Joseph Gahan 1890. Prosopocera cornifrons ingår i släktet Prosopocera och familjen långhorningar.
Artens utbredningsområde är Senegal. Inga underarter finns listade i Catalogue of Life.